# هربرت بومان
هربرت بومان (بالإنجليزية: Herbert Bowman)‏ هو لاعب كرة مضرب أمريكي، ولد في 21 أبريل 1897، وتوفي في 1 أبريل 1980.

## وصلات خارجية
- هربرت بومان على موقع رابطة محترفي التنس (الإنجليزية)